# Anosia sangira
Anosia sangira är en fjärilsart som beskrevs av Hans Fruhstorfer 1899. Anosia sangira ingår i släktet Anosia och familjen praktfjärilar. Inga underarter finns listade i Catalogue of Life.